# ÖNWB XIX
Die Dampflokomotivreihe ÖNWB XIX waren Schnellzug-Lokomotiven der Österreichischen Nordwestbahn (ÖNWB).
Da das Zuggewicht der Schnellzüge ständig im Steigen begriffen war, musste die ÖNWB neuerlich leistungsfähigere Schnellzuglokomotiven beschaffen.
Es sollten Maschinen der Bauart 2C sein.
Auf Vorschlag der Lokomotivfabrik der StEG wurden je vier Maschinen als Dreizylinder- und Vierzylinder-Verbundlokomotiven gebaut.
Alle acht Maschinen wurden 1904 geliefert.
Die Vierzylindervariante wurde als Reihe XIX eingeordnet.
Alle Zylinder wirkten auf die erste Achse. Bei 45 km/h wurde eine Leistung von 1050 PS gemessen.
Trotz ihres guten Erfolges wurden die Maschinen nicht nachbestellt, da ihnen die Heißdampflokomotiven überlegen waren.
Nach der Verstaatlichung der ÖNWB 1909 reihten die k.k. österreichischen Staatsbahnen (kkStB) die vier Loks der Reihe XIX als Reihe 209 ein.
Nach dem Ersten Weltkrieg kamen alle Maschinen als Reihe 354.2 zur ČSD, die sie in den 1930er Jahren in Heißdampf-Zwilling-Lokomotiven der Reihe 364.2 umbaute.
Die ČSD-Baureihe 354.3 wurde ebenfalls in 364.2 umgebaut.